# Rhynchostegiella papuensis
Rhynchostegiella papuensis är en bladmossart som beskrevs av Edwin Bunting Bartram 1943. Rhynchostegiella papuensis ingår i släktet nålmossor, och familjen Brachytheciaceae. Inga underarter finns listade i Catalogue of Life.